# Padavinska senca
Padavinska senca je suho območje na zavetrni strani gorskega območja (stran od vetra). Gore blokirajo prehod vremenskih sistemov, ki proizvajajo dež in za njimi oddajajo »senco« suhosti. Veter in vlažen zrak vlečeta prevladujoče vetrove proti vrhu gora, kjer se ta kondenzira in precipitira, preden prečka vrh. Zrak, brez veliko vlage, napreduje po gorah in ustvarja suho stran, imenovano padavinska senca.

## Opis
Pogoj obstaja, ko se vroč vlažen zrak dviguje z orografskim dviganjem na vrh gorske verige. Ker se atmosferski tlak z naraščajočo nadmorsko višino zmanjšuje, se je zrak razširi in adiabatno ohladi do točke, da zrak doseže adiabatno točko rosišča (kar ni isto kot njena konstantna točka rosišča, ki se običajno navaja v vremenskih napovedih). Na adiabatni točki rosišča se vlaga kondenzira na gori in se obori na vrhu in privetrni strani gore. Zrak se spušča na zavetrni strani, vendar je zaradi padavin izgubil veliko vlage. Običajno se spuščeni zrak segreje tudi zaradi adiabatne kompresije (glej Fen (veter)) navzdol po zavetrni strani gore, kar poveča količino vlage, ki jo lahko absorbira in ustvari sušno regijo. 

## Regije pomembnih padavinskih senc
Obstajajo redni vzorci prevladujočih vetrov, ki so v pasovih okrog Zemljine ekvatorialne regije. Območje, ki je označeno kot veter, je območje med 30 ° N in 30 ° S, ki piha pretežno s severovzhoda na severni polobli in z jugovzhoda na južni polobli. Zahodni vetrovi prevladujejo v srednjih zemljepisnih širinah med 30 in 60 stopinjami zemljepisne širine, pihajo pretežno z jugozahoda na severni polobli in s severozahoda na južni polobli. Najmočnejši zahodni vetrovi v srednjih zemljepisnih širinah se lahko pojavijo Roaring Forties med 30 in 50 stopinj zemljepisne širine.
Primeri opaznih padavinskih senc so:

### Azija
- Gilgit in Čitral (Chitral) sta območji s padavinsko senco.

- Vrhovi Kavkaza proti zahodu ter Hindukuš in Pamir proti vzhodni padavinski senci Karakuma in puščava Kizilkum vzhodno od Kaspijskega jezera, pa tudi polsušna kazahstanska stepa.
- Dasht-i-Lut v Iranu je v padavinskem senci gorovja Elburs in Zagros in je eno izmed območij z najmanj življenja na Zemlji.
- Himalaja in povezovalna območja prispevajo tudi k sušnim razmeram v Srednji Aziji, vključno s puščavo Gobi v Mongoliji, pa tudi s polsušnimi stepami Mongolije in severoosrednje do severozahodne Kitajske.
- Puščava Ordos je v padavinski senci gorskih verig, vključno s Kara-naryn-ula, Sheitenula in Yin, ki se povezujejo z južnim koncem gorovja Great Khingan.
- Puščava Thar je omejena in zasenčena z gorskimi verigami Aravalli na jugovzhodu, Himalajo na severovzhodu ter Kirthar in Sulajman na zahodu.
- Vzhodna stran pogorja Sahyadri na Dekanski planoti npr. Severna Karnataka & Solapur, Beed, Osmanabad, planota Vidharba in vzhodna stran Kerale (v Tamil Nadu) Indija.
- Osrednji del Mjanmara je v padavinski senci Arakana in je skoraj polsuha s samo 750 milimetri dežja v primerjavi z do 5,5 metrov na obali države Rakhine.
- Tokio, Japonska planota ima v zimskih mesecih zaradi okoliških gorskih verig, vključno z 'Japonskimi Alpami', precej manj padavin kot preostali del države, kar blokira prevladujoče severozahodne vetrove, ki izvirajo iz Sibirije.
- Gorovje Verkhojansk v vzhodni Sibiriji je najhladnejši kraj na severni polobli, saj vlažni jugovzhodni vetrovi iz Tihega oceana izgubijo vlago nad obalnimi gorami precej pred dosego doline reke Lene, zaradi intenzivnega sibirskega anticiklona, ki se oblikuje okoli hladnega kontinentalnega zraka pozimi. Eden od učinkov v Jakutiji je, da je v Jakutsku, Verkhojansku in Ojmjakonu povprečna temperatura v najhladnejšem mesecu pod -38 ° C. Te regije so sinonim za ekstremno mraz.
- Polsušna Anatolska planota v Turčiji je v padavinski senci Pontskega gorovja in gorovja Taurus.
- Visoki vrhovi Libanonskega gorovja povzročajo padavinsko senco v severnih delih doline Beqaa in proti gorovju Antilibanon.
- Judejska puščava, Mrtvo morje in zahodna pobočja Moabskih gora na nasprotni (jordanski) strani so v  padavinski senci Judejskih gora.

### Južna Amerika
- Puščava Atacama v Čilu je najbolj suha nepolarna puščava na Zemlji, ker je na obeh straneh blokirana od vlage (Andi na vzhodu blokirajo vlažen zrak iz amazonskega bazena, medtem ko Čilsko obalno gorovje onemogoča da bi oceanski vpliv prišel iz zahod).
- Cuyo in vzhodna Patagonija sta zasenčeni s prevladujočimi zahodnimi vetrovi v območju Andov in sušni. Suhost zemljišč ob vzhodnem podnožju Andov se zmanjšuje na jugu zaradi nižanja Andov, zaradi česar se Patagonska puščava razvije bolj na atlantski obali, kar prispeva k oblikovanju podnebnih vzorcev, znanih kot Arid Diagonal[2]. Argentinsko vinorodno območje Cuyo in Severna Patagonija sta skoraj v celoti odvisni od namakanja z vodo, ki se črpa iz številnih rek, ki odtekajo iz andskih ledenikov.
- Polotok Guajira v severni Kolumbiji je v padavinski senci Sierra Nevade de Santa Marta in kljub svoji tropski zemljepisni širini skoraj brezvodna in skoraj sedem do osem mesecev ne prejme padavin in  gojenje brez namakanja skoraj ni možno.

### Severna Amerika
V največjem obsegu je celotna severnoameriška notranja planota zaščitena pred prevladujočimi zahodnimi vetrovi, ki prenašajo vlažno pacifiško vreme preko Severnoameriških Kordiljer. Bolj izraziti učinki pa so opaženi v posameznih dolinskih regijah znotraj Kordiljere, v neposredni okolici določenih gorskih verig. Večina padavinskih senc v zahodnih ZDA so posledica Sierra Nevade in Kaskadnega gorovja .
- Puščave kotlin in pogorij v Združenih državah in Mehiki, ki zajemajo suha območja vzhodno od Kaskadnega gorovja v Oregonu in Washingtonu ter Velika kotlina, ki pokriva skoraj vso Nevado in dele Utaha, so v padavinski senci. Kaskadno gorovje prav tako povzroča padavinsko senco območjem Columbijske kotline v vzhodnemu Washingtonu in dolinam v Britanski Kolumbiji, v Kanadi - predvsem doline Thompson in Nicola, ki prejmejo manj kot 25 cm dežja v delih in dolino Okanagan (zlasti južno, najbližje meji z ZDA), ki vsako leto prejme od 30 do 43 cm dežja.[4][5]
- Vzhodna pobočja obalnih območij v osrednji in južni Kaliforniji so prav tako odrezala južno dolino San Joaquin od padavin, da bi zagotovila puščavske razmere na območjih okrog Bakersfielda.
- San Jose, Kalifornija in sosednja mesta so po navadi bolj sušna od preostalega dela zaliva San Francisca zaradi padavinske sence, ki jo oddaja najvišji del gorovja Santa Cruz.
- Dolina Dungeness okoli Sequima, Washington leži v padavinskem senci Olimpskih gora. Območje v povprečju dobi 25–35 cm dežja na leto, kar je manj kot polovica količine, ki jo prejmejo v bližnjem Port Angelesu in približno 10 % tistega, ki pade v Forksu na zahodni strani gora. V manjši meri se ta padavinska senca razširi tudi na druge dele vzhodnega Olimpskega polotoka, otok Whidbey in dele otokov San Juan in jugovzhodnega Vancouvrovega otoka okoli Viktorije v Britanski Kolumbiji.
- puščave Mojave, Black Rock, Sonora in Chihuahuan vse so v padavinski senci.
- Dolina smrti v Združenih državah Amerike, tako za območji pacifiške obale Kalifornije kot v območju Sierra Nevade, je najbolj suho mesto v Severni Ameriki in eno najbolj suhih krajev na planetu. To je tudi posledica njene lokacije, ki je precej pod morsko gladino, zaradi česar prevladujejo visoki tlak in suhi pogoji zaradi večje teže atmosfere.
- Na otokih Portoriko, Hispaniola, Kuba in Jamajka so jugozahodne strani v padavinski senci in lahko prejmejo le 400 milimetrov padavin na leto v primerjavi z več kot 2000 milimetri na severovzhodu in več kot 5000 milimetrov na nekaterih gorskih območjih

### Evropa
- Penini severne Anglije, velške gore, Lake District in Višavje na Škotskem ustvarjajo padavinsko senco, ki vključuje večino vzhodnega Združenega kraljestva zaradi prevladujočih jugovzhodnih vetrov. Manchester in Glasgow, na primer, prejmeta približno dvakrat več padavin kot Sheffield oziroma Edinburgh (čeprav med Edinburghom in Glasgowom ni gora). Nasprotje je še močnejše na severu, kjer Aberdeen dobi približno tretjino padavin kot Fort William ali Sky.
- Kantabrijske gore tvorijo ostro mejo med 'zeleno Španijo' na severu in suho osrednjo planoto. Severno obrnjena pobočja prejmejo močne padavine iz Biskajskega zaliva, južna pobočja pa so v padavinski senci. Najbolj očiten učinek na Iberskem polotoku je na območjih Almería, Murcia in Alicante, vsak s povprečno količino padavin 300 mm, ki so najbolj suha mesta v Evropi in so večinoma posledica planinskega območja, ki teče skozi na zahodni strani in blokira zahodne vetrove.
- Nekatere doline v notranjih Alpah so močno osenčene z visokimi okoliškimi gorami: območja Gap in Briançon v Franciji, okrožje Zernez v Švici.
- Vzhodni del Pirenejev na jugu Francije (Cerdagne).
- Ravnice Limagne in Forez v severnem Centralnem masivu v Franciji, so prav tako relativno v padavinski senci. Ferrand je eno najbolj suhih krajev v državi.
- Vinorodna dežela Piemont v severni Italiji je v senci okoliških gora, ki jo obkrožajo na skoraj vseh straneh: Asti prejme le 527 mm padavin na leto, zaradi česar je eno od najbolj suhih krajev v celinski Italiji.[6]
- Dolina reke Vardar in južno od Skopja do Aten je v senci Prokletij in Pindskih gora. Na vetrovni strani imajo Prokletije največ padavin v Evropi s približno 5000 milimetri  z majhnimi ledeniki, tudi pri povprečnih letnih temperaturah, ki so precej nad 0 ° C, zavetrna stran pa  prejme le 400 milimetrov.
- Skandinavske gore ustvarjajo deževno senco za nižinska območja vzhodno od gorske verige in preprečujejo prodor oceanskega podnebja naprej na vzhod; tako Bergen in kraj, kot je Brekke v Sognu, zahodno od gora, letno prejmejo 2250 mm oziroma 3575 mm dežja [7], medtem ko Oslo prejme samo 760 mm in Skjåk, občina v globoki dolini, le 280 mm.

### Afrika
- Vetrna stran otoka Madagaskar, ki vidi vzhodne obalne vetrove, je mokra tropska, medtem ko zahodna in južna stran otoka ležita v padavinski senci osrednjega visokogorja in sta dom za trnate gozdove in puščave. Enako velja za otok Réunion. Na Tristan da Cunha, Sandy Point na vzhodni obali je toplejše in bolj suho kot deževno, vetrovno naselje Edinburgh na zahodu.
- V provinci Zahodni Kaap sta dolini rek Breede in Karoo v padavinski senci gore Cape Fold in sta suhi; ker lahko najbolj mokri deli gorovja Cape prejmejo 1500 milimetrov, Worcester prejme le okoli 200 milimetrov in je koristen samo za pašo.
- [Sahara|Saharska]] puščava je še bolj suha zaradi dveh močnih učinkov padavinske sence, ki jih povzročajo nekatera velika gorska območja (katerih najvišje točke lahko dosežejo višino več kot 4000 metrov). Na severozahodu Atlas, ki zajema sredozemsko obalo Maroka, Alžirijo in Tunizijo ter jugovzhodno z Etiopskim višavjem, ki je v [[Etiopija|Etiopiji okoli Afriškega roga. Na vetrovni strani Atlasa so se topli, vlažni vetrovi, ki pihajo od severozahoda proti Atlantskemu oceanu in vsebujejo veliko vodne pare, prisiljeni dvigniti in razširiti po gorskem območju. To povzroči, da se ohladijo, kar povzroči kondenzacijo prevelike količine vlage v visoke oblake in posledično močne padavine v gorskem območju. To je znano kot orografske padavine in po tem procesu je zrak suh, ker je izgubil večino vlage v Atlasu. Na zavetrni strani se začne hladen, suh zrak spuščati in potopiti ter stisniti, zaradi česar se vetrovi ogrevajo. To segrevanje povzroči, da vlaga izhlapi, zaradi česar oblaki izginejo. To preprečuje nastanek padavin in ustvarja razmere v Sahari. Enak pojav se pojavi v etiopskem višavju, vendar je ta učinek padavinskih senc še izrazitejši, ker je ta gorski svet večji, s tropskim monsunom južne Azije, ki prihaja iz Indijskega oceana in iz Arabskega morja. Na vzhodni strani gorovja nastajajo oblaki in padavine, toda na zavetrni strani se dež ustavi in je zelo suho. Ta drugi skrajni padavinski učinek delno pojasnjuje skrajno sušnost vzhodne Sahare, ki je najbolj suh in najbolj sončen kraj na planetu. Podobne ravni sušnosti in suhosti so vidne le v puščavi Atacama v Čilu in Peruju.
- Na puščavske regije v Afriškem rogu (Etiopija, Eritreja, Somalija in Džibuti), kot je Danakilska puščava, vplivajo tudi ogrevanje in sušenje zraka, ki ga povzroča učinek padavinskih senc etiopskega višavja.

### Oceanija
- Nova Kaledonija leži na Kozorogovem povratniku, med 19 ° in 23 ° južne širine. Podnebje otokov je subtropsko, padavine pa prinašajo vetrovi z vzhoda. Zahodni del otoka Grande Terre leži v padavinski senci osrednjih gora, povprečna količina padavin pa je bistveno nižja.
- Na južnem otoku Nove Zelandije je mogoče najti eno najbolj znamenitih padavinskih senc kjer koli na Zemlji. Južne Alpe prestrezajo vlago, ki prihaja iz Tasmanovega morja in se letno nabere približno 6300 mm do 8900 mm padavin in ustvarijo velike ledenike. Vzhodno od južnih Alp, skoraj 50 km od zasneženih vrhov, letne padavine padejo na manj kot 760 mm in nekatera območja manj kot 380 mm.
- V Tasmaniji, eni od avstralskih držav, je osrednja regija Midlands v močni padavinski senci in prejme le približno petino toliko padavin kot višine na zahodu.
- V Novem južnem Walesu in Viktoriji (obe državi Avstralije) je Monaro zaščiten s Snežnimi gorami na severozahodu in obalnim območjem na jugovzhodu. Posledično so nekateri deli suh.
- Tudi v Viktoriji je zahodna stran zaliva Port Phillip v padavinski senci gorovja Otway. Območje med Geelongom in Werribeejem je najbolj suh del južne Viktorije: gorovje Otway prejme 2000 milimetrov dežja na leto in ima deževni gozd mirte veliko bolj zahodno kot kjerkoli drugje, medtem ko območje okoli Little River prejme letno le 425 milimetrov.
- Zahodni avstralski pšenični pas in velike južne regije so zaščitene z gorovjem Darling na zahodu: Mandurah, v bližini obale, prejme približno 700 milimetrov padavin letno. Dwellingup, 40 km v notranjosti in v osrčju gorovja, prejme več kot 1000 milimetrov letno, medtem ko Narrogin, 130 km vzhodno, prejme manj kot 500 milimetrov letno.
- Havaji imajo tudi padavinsko senco, nekatera območja pa so puščavska [8]. Orografsko dviganje predstavlja drugi največji letni rekord padavin na svetu, 12,7 m na otoku Kauai; zavetrna stran je razumljivo v padavinski senci. Celoten otok Kahoolawe leži v padavinski senci vulkana East Maui.